# Tuen Mun

Tuen Mun

Tuen Mun (chinesisch 屯門 / 屯门, Pinyin Túnmén, Jyutping Tyun4mun4) umgangssprachlich für Tuen Mun New Town (屯門新市鎮 / 屯门新市镇,  Túnmén Xīn Shìzhèn, Jyutping Tyun4mun4 San1 Si5zan3) ist eine Satellitenstadt in Hongkong in der Volksrepublik China. Sie befindet sich im Südwesten der New Territories im Tuen Mun District. Sie beherbergt die meisten Einwohner des gleichnamigen Distrikts und bildet das Industrie-, Verkehrs- und Kulturzentrum. In Tuen Mun befindet sich der Campus der Lingnan-Universität.

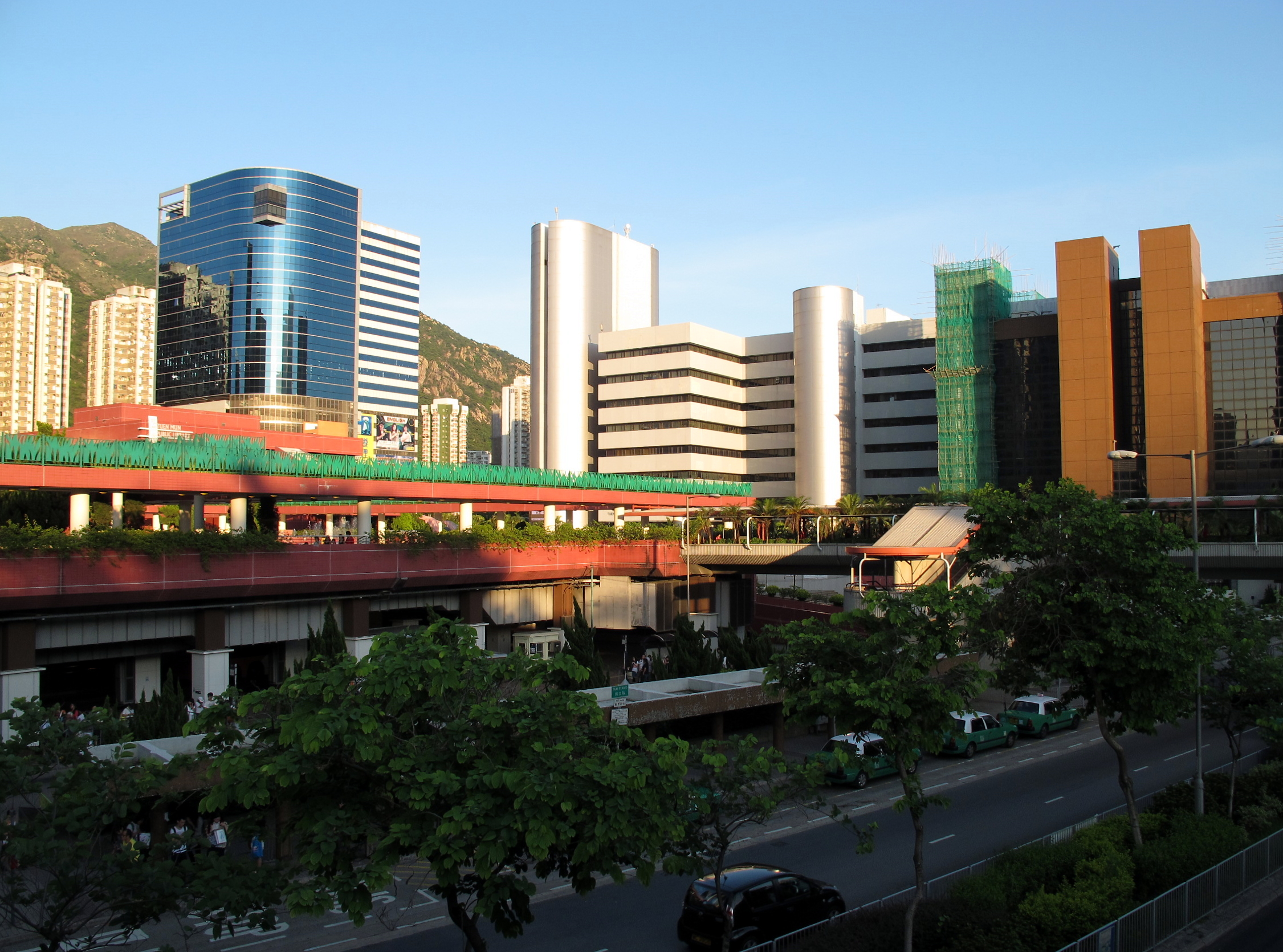
Tuen Mun Town Centre

## Geschichte
Aus schriftlichen Überlieferungen geht hervor, dass der portugiesische Händler Fernão Pires de Andrade im Jahre 1517 an der südchinesischen Küste landete, um mit Händlern aus Kanton zu verhandeln. Die Flotte der Portugiesen ging auf einer Tuen-Mun-Insel an Land und tötete einige Bewohner.
Bis Mitte des 20. Jahrhunderts war Tuen Mun ein kleines Fischerdorf. Erst 1973 wurden die ersten Stadtteile mit riesigen Hochhäusern für etwa 200.000 Menschen fertiggestellt. Heute hat die Stadt eine halbe Million Einwohner.

## Sehenswürdigkeiten
In der Nähe von Tuen Mun, am Fuß des 583 Meter hohen Castle Peak (青山,  Qīngshān, Jyutping Cing4saan1), abseits des Trubels der Großstadt, liegt das taoistische (auch daoistische) Kloster Ching Chung Koon (青松觀,  Qīngsōng Guàn, Jyutping Cing4cung4 Gun3) mit Tempel, Pavillon und Garten mit Bonsai-Bäumen und Lotus-Teichen. Im Taoisten-Tempel können unter anderem Schätze aus dem Kaiserpalast in Peking besichtigt werden.
In einem von Schildkröten bewohnten Teich können Besucher Münzen werfen, in der Hoffnung eines der Tiere auf den Kopf zu treffen, was nach chinesischer Tradition Glück bringen soll. Ein vegetarisches Restaurant befindet sich in dem Kloster.

## Verkehr

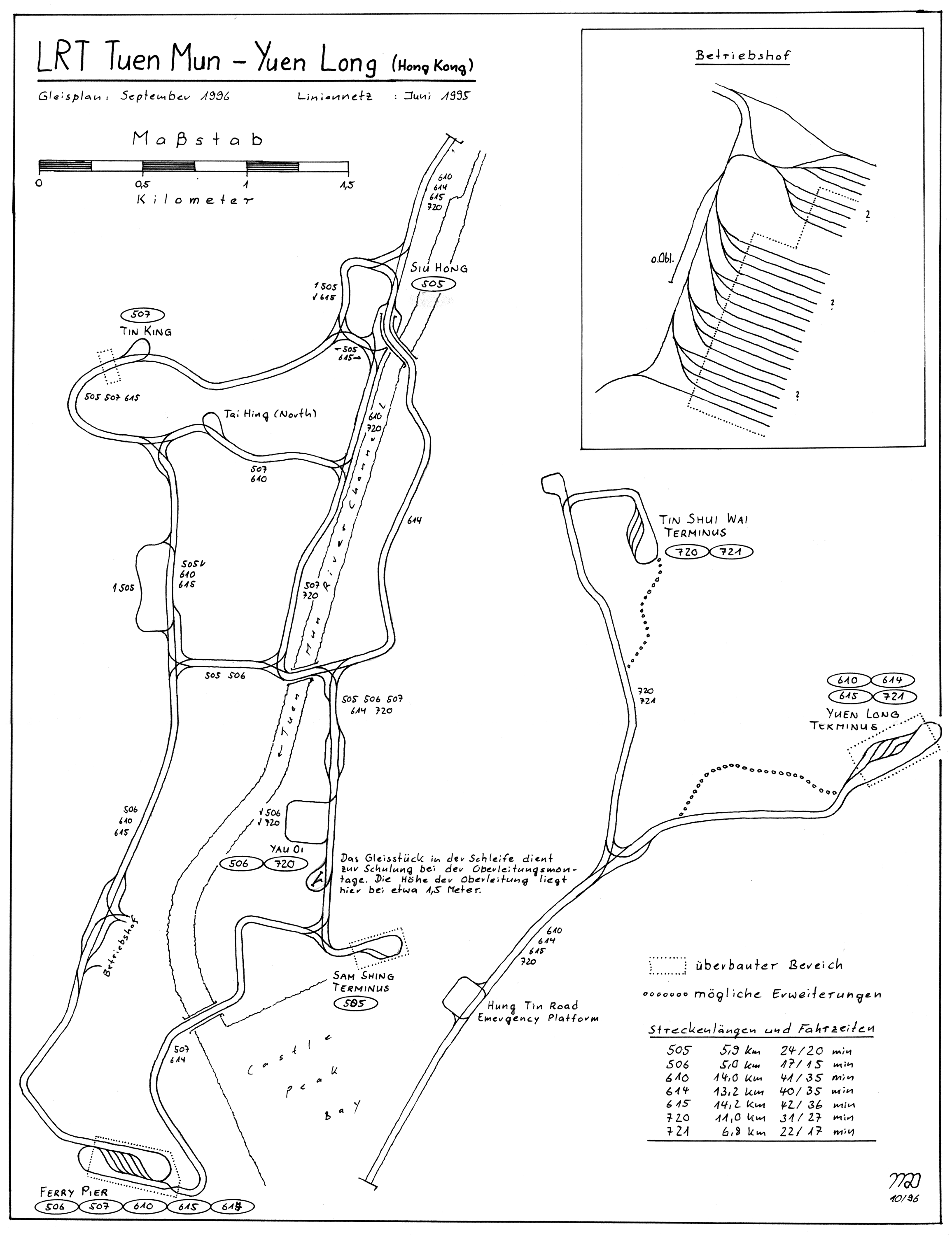
Gleisplan der Stadtbahn von 1996

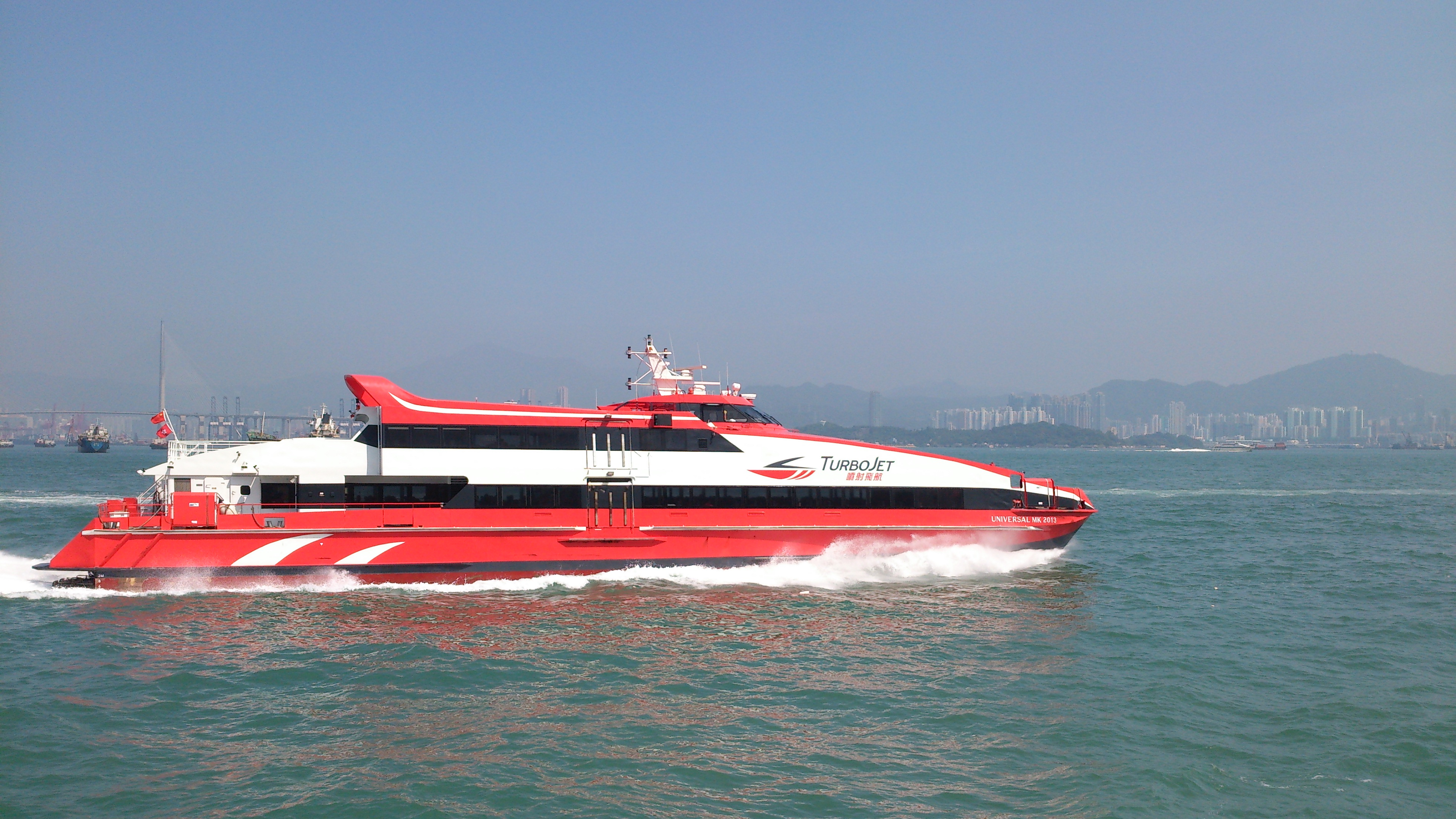
TurboJET-Tragflügelbootfähre

Seit 17. September 1988 verkehrt der moderne Light Rail Transit, Abk.: LRT (輕便鐵路,  Qīngbiàn Tiělù, Jyutping Hing1bin6 Tit3lou6, Abk.: 輕鐵,  Qīngtiě, Jyutping Hing1tit3), später als MTR Light Rail (九廣輕鐵,  Jiǔ Guǎng Qīngtiě, Jyutping Gau2 Gwong4 Hing1tit3) bekannt, zwischen Tuen Mun und der nördlich gelegenen Stadt Yuen Long (元朗). Neben ÖPNV über dem Schienenverkehr ist Tuen Mun auch durch zahlreiche Buslinien angebunden. Seit 20. Dezember 2003 hat Tuen Mun über die West Rail Line (西鐵綫,  Xītiě Xiàn, Jyutping Sai1tit3 Sin1) der MTR auch eine S-Bahn-Verbindung nach Kowloon in den Süden der New Territories bekommen.
Außerdem ist Tuen Mun über die Route 9 des Autobahnnetzes von Hongkong angebunden und hat daneben noch eine direkte Anbindung über Route 10 zum schnellen Autobahnanschluss Richtung Festlandchina nach Shenzhen.
Mit ihrer Lage an der Küste verfügt die Satellitenstadt Tuen Mun über einen Pier mit verschiedenen regionalen und überregionalen Fähranschlüssen. Alle 50 bzw. 90 Minuten gibt es am Tuen Mun Ferry Pier eine lokale Linie mit Normal- bzw. Expressfährverbindung zwischen Tuen Mun und Tung Chung über Tai O, ein Ortsteil auf Lantau Island. Grenzüberquerend gibt es schnelle Linienfährverkehr mit Tragflügelboote Richtung Macau und Zhuhai. Aufgrund der COVID-19-Pandemie und der strikten Einreisebestimmungen in Festlandchina wurde die Verbindung auf unbestimmte Zeit eingestellt. Die einstige regelmäßige Linienverbindung zum Shenzhen Flughafen wurde heute zur Charterlinie für Reisegruppen umgewandelt. (Stand September 2022)

## Wirtschaft
In Tuen Mun befindet sich die Molkerei Kowloon Dairy.